# Päinurme
Päinurme är en ort i Estland. Den ligger i Koigi kommun och landskapet Järvamaa, i den centrala delen av landet, 100 km sydost om huvudstaden Tallinn. Päinurme ligger 72 meter över havet och antalet invånare är 251.
Terrängen runt Päinurme är mycket platt. Runt Päinurme är det mycket glesbefolkat, med 7 invånare per kvadratkilometer. Närmaste större samhälle är Põltsamaa, 17,7 km söder om Päinurme. I omgivningarna runt Päinurme växer i huvudsak blandskog.